# Nathan Frazer
Benjamin Timms (Jersey, Islas del Canal; 23 de julio de 1998) es un luchador profesional británico, actualmente trabaja para la marca estadounidense WWE, donde se presenta en la marca de SmackDown.

## Carrera

### Inicios (2018-2020)
Timms hizo su debut en la lucha libre en 2018 bajo el nombre de ring Benjamin Carter actuando en varias promociones independientes y promociones importantes como Impact Wrestling y All Elite Wrestling.

### WWE

#### NXT UK (2020-2022)
El 17 de diciembre de 2020, WWE anunció que firmaron a Timms. Luego fue asignado a NXT UK donde, en el episodio del 7 de enero de 2021, hizo su debut bajo el nombre de ring Ben Carter, enfrentándose a Jordan Devlin por el Campeonato de peso crucero de NXT, pero perdió. Después de derrotar a Josh Morell y Sam Gradwell, Carter fue renombrado como Nathan Frazer el 11 de marzo.
En el episodio del 3 de junio de NXT UK, Frazer y Jack Starz se unieron para enfrentarse a Pretty Deadly (Lewis Howley y Sam Stoker) por el Campeonato en Parejas de NXT UK, pero fueron derrotados. Más tarde, Frazer compitió para convertirse en el contendiente número uno de la Copa Heritage de NXT UK, pero perdió ante Teoman en la primera ronda. Posteriormente, Frazer también compitió para convertirse en el contendiente número uno por el Campeonato del Reino Unido de NXT el 23 de septiembre, compitió contra A-Kid y Rampage Brown, donde ganó el primero. El 3 de marzo de 2022, Frazer peleó su último combate en NXT UK en un combate por el Campeonato del Reino Unido de NXT y perdió ante Ilja Dragunov.

#### NXT (2022-presente)
El 12 de abril, se anunció que Frazer haría su debut en NXT. En Spring Breakin', debutó derrotando a Grayson Waller debido a la interferencia de Andre Chase. En el episodio del 2 de agosto de NXT 2.0 , Frazer respondió al desafío abierto de Carmelo Hayes por el Campeonato Norteamericano de NXT, pero perdió cuando Giovanni Vinci interfirió.
En NXT Halloween Havoc, se enfrentó a Carmelo Hayes, Von Wagner, Oro Mensah y a Wes Lee en una Ladder Match por el vacante Campeonato Norteamericano de NXT, sin embargo perdió.
En el episodio de NXT del 13 de junio, derrotó a Oro Mensah (quien se encontraba reemplazando a Noam Dar debido a que no estaba apto para competir por una lesión) ganando la Copa Heritage de NXT por primera vez. En NXT Heatwave, fue derrotado por Noam Dar, perdiendo la Copa Heritage de NXT, terminando con un reinado de 70 días. En el Kick-Off de NXT Deadline, fue derrotado por Axiom. En el último episodio de NXT del 2023, emitido el 26 de diciembre, fue derrotado por Bron Breakker.
En NXT Stand & Deliver, junto a Axiom se enfrentaron a The WolfDogs (Bron Breakker & Baron Corbin) por los Campeonatos en Parejas de NXT, sin embargo perdieron. 3 días después en el episodio de NXT del 9 de abril, finalmente lograron derrotar a The WolfDogs (Bron Breakker & Baron Corbin) ganando los Campeonatos en Parejas de NXT por primera vez, sin embargo después del combate, ambos fueron atacados por The Final Testament (Karrion Kross, Akam & Rezar).

## Campeonatos y logros
- Resolute Wrestling
  - Resolute P4P Championship (1 vez)
  - Resolute Undisputed Championship (2 veces)
- SCW Pro Wrestling
  - SCW Pro Iowa Wrestling Championship (1 vez)
- WWE
  - NXT Tag Team Championship (2 veces) – con Axiom
  - NXT Heritage Cup (1 vez).[13]